# Roberto Firmino
Roberto Firmino Barbosa de Oliveira (Maceió, 2 de outubro de 1991) é um futebolista brasileiro que atua como atacante. Atualmente, joga pelo Al-Sadd, do Catar.
Roberto começou sua carreira em 2009 jogando pelo Figueirense. Após uma campanha sólida na Série B, o meia-atacante deixou o clube para ir a Alemanha em 2011, onde novamente conseguiu boas performances. Na Bundesliga de 2013–14, pelo Hoffenheim, quase alcançou a liderança dos rankings de gols e assistências na mesma temporada, mas ficou de fora dos convocados para Copa do Mundo de 2014.
Em junho de 2015, deixou a Alemanha para atuar pelo Liverpool, após os Reds pagarem 41 milhões de euros no brasileiro, onde viria a ter suas principais performances na carreira.
Em sua vitoriosa passagem pelo Liverpool, clube onde conquistou diversos títulos, entre eles uma Liga dos Campeões, Firmino chegou a marca de 82 gols marcados na Premier League. Com isso, tornou-se o jogador brasileiro que mais balançou as redes na história do Campeonato Inglês.
Depois de mais de 300 jogos pela equipe vermelha, Firmino deixa a Europa em definitivo para assinar com o Al-Ahli, da Arábia Saudita, em 2023. Por lá, passou duas temporadas e na última conquistou a Liga dos Campeões Asiática sendo nomeado o Melhor Jogador do torneio.
Firmino também teve uma carreira prolífica na Seleção Brasileira. Enquanto ainda performava pelo Hoffenheim, foi convocado pelo capitão do Tetra, Dunga, para amistosos em outubro de 2014. Inicialmente, foi muito questionado pelo mídia nacional, mas viria a desfazer-se de tais dúvidas ao longo dos anos. A partir da chegada de Tite ao comando do Brasil, Roberto se tornou ainda mais eficaz e frequente, tendo disputado a Copa do Mundo FIFA de 2018 e vencido a Copa América de 2019.

## Carreira

### Início
Alagoano, residente no conjunto Virgem dos Pobres, próximo à Lagoa Mundaú, Firmino chegou ao CRB com 14 anos, descoberto por um dentista, Marcellus Portella.
No Galo, participou de interestaduais em São Paulo, disputou o Campeonato Alagoano Infantil e torneios Sub-18, mas a saída do clube se deu de maneira precoce. Firmino era apontado como uma das promessas do CRB, mas não encontrou a valorização esperada no momento de firmar um contrato profissional, o que definiu sua saída do clube.

### Figueirense
Roberto Firmino ingressou nas categorias de base do Figueirense em 2008, aos 17 anos. No ano seguinte, em 2009, o jogador acabou sendo um dos grandes destaques da Copa São Paulo de Futebol Júnior. O atacante realizou sua estreia pelo clube catarinense no dia 24 de outubro, contra a Ponte Preta, substituindo Toninho na derrota em casa por 2–1, válida pela Série B.
Em janeiro de 2010, foi definitivamente promovido ao elenco principal. Firmino marcou seu primeiro gol como profissional no dia 8 de maio, garantindo a vitória por 1–0 contra o São Caetano, em jogo válido pela Série B. O jogador contribuiu com oito gols em 36 jogos na competição, o Figueirense foi vice-campeão da Série B e voltou à Série A após dois anos de ausência. Em 1 de dezembro, ao final da competição, Firmino deixou o clube.

### Hoffenheim
O atacante transferiu-se do Figueirense para o Hoffenheim em 1 de dezembro de 2010, assinando contrato em vigor até junho de 2015. Sendo o contrato formalizado, Firmino foi regularizado pelo clube alemão no dia 1 de janeiro de 2011. Anos mais tarde, Lutz Pfannenstiel, olheiro do Hoffenheim, revelaria que o jogador foi "descoberto" pelo jogo Football Manager.
A carreira de Firmino na Alemanha foi recheada de bons momentos individuais, apesar de ter terminado ela sem títulos. No Campeonato Alemão, Firmino estreou pela equipe em fevereiro, numa derrota contra o Mainz, saindo do banco de reservas e entrando aos 75 minutos no lugar de Sebastian Rudy. Marcou seu primeiro gol pelo clube no dia 16 de abril, garantindo uma vitória por 1–0 contra o Eintracht Frankfurt.
Sua temporada inicial foi muito tímida. Ele concluiu a passagem realizando apenas três gols em 11 jogos, atuando na maioria das partidas como meio-campista ou ponta-direita. Ele não havia se firmado totalmente no time titular e só chegou a estar os 90 minutos com o time em três oportunidades. O diretor da equipe alemã alegou que o motivo dele ter atuado num futebol abaixo do nível foi sua forma física.
| “                                                                               | Você devia ver os dados que tivemos dele quando ele chegou no Hoffenheim pela primeira vez. Na Alemanha, geralmente fazemos testes de resistência, de sangue, que são bem confiáveis. E ele tinha os piores números que já vi no futebol profissional. Para enfatizar, eu diria que ele estava pior que a minha avó. Os números eram tão ruins que você não acreditaria que ele havia sido capaz de jogar futebol profissional. | ” |
| — Ernst Tanner, diretor do Hoffenheim na temporada que Firmino estava na equipe | |   |

Na Bundesliga de 2011–12, Roberto Firmino passou a atuar de maneira mais decente. Ele começou sua temporada muito bem e conseguiu chegar a marca de quatro gols em três jogos, sendo o mais relevante deles o doblete diante do Wolfsburg, na 6ª rodada do Campeonato Alemão. Todavia, ainda em 2011, foi afastado do time principal por ter chegado atrasado a um treino. Sua punição foi curta, o time foi derrotado e o brasileiro logo retornou a treinar com o elenco. No fim, terminou a temporada com sete tentos marcados.
Na temporada 2012–13, o brasileiro viu seu clube brigar ativamente contra o rebaixamento. A equipe estava muito aquém do futebol ideal e passou quase toda competição na 17ª colocação, já na zona de descenso. Todavia, na rodada final, o time venceu o Borussia Dortmund fora de casa e conseguiu a 16ª colocação, tendo assim a oportunidade de disputar os play-offs de rebaixamento. Nos play-offs, Firmino conseguiu marcar dois gols na partida inicial diante do Kaiserslautern, e contribuiu para a vitória inicial de sua equipe na partida de ida. No jogo de volta, apesar de não marcar nenhum gol, viu seu clube conquistar mais uma vitória e garantir a permanência na primeira divisão.
Após um ano muito irregular, Firmino conseguiu ter sua melhor temporada. Na Bundesliga de 2013–14, o jogador conseguiu firmar-se em duas posições específicas do campo, e fez quase toda a temporada como meia-atacante e segundo atacante, e participou de muitos mais gols que outrora. Para começar, balançou as redes a primeira vez na 2ª rodada, quando destruiu o Hamburgo participando dos cinco gols da equipe. Além de seus dois tentos, o brasileiro deu mais três passes para Kevin Volland e Anthony Modeste vencerem o time de Hakan Çalhanoğlu e Rafael van der Vaart por 5–1.

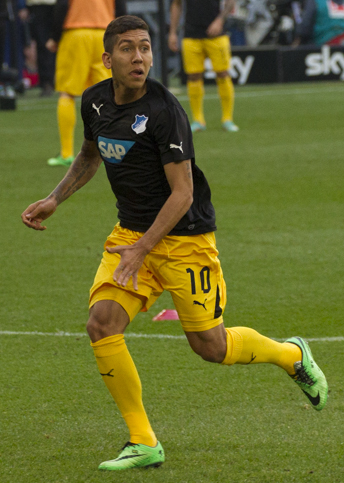
Roberto Firmino atuando pelo Hoffenheim em 2014

Na sequência da temporada, destacou-se mais vezes ao marcar contra o Schalke 04, Bayern de Munique, Borussia Dortmund e também contra o Hannover 96, onde chegou a balançar as redes duas vezes. No dia 26 de março de 2014, assinou um novo contrato de três anos com o Hoffenheim. O atacante terminou a temporada como o quarto maior artilheiro da Bundesliga, com 16 gols, e como segundo maior assistente, com 12 assistências. Além disso, foi nomeado a revelação do Campeonato Alemão.
Seus altos números na temporada, já que ficou somente a três gols de empatar na artilharia da Bundesliga (liderada por Robert Lewandowski) e a dois passes para empatar com Marco Reus no quesito assistências, fizeram com que o brasileiro recebesse alguma atenção da mídia para ele estar presente na convocação de Felipão para a Copa do Mundo de 2014. Todavia, nem o próprio jogador estava esperando por isso e não acompanhou a coletiva em que Scolari anunciava os seus convocados. Firmino, no fim, acabou ficando de fora, já que o treinador optou por Neymar, Hulk, Fred, Jô, Willian e Bernard para compor o ataque do Brasil.
Na Bundesliga de 2014–15, Firmino continuou a manter uma boa fase e foi convocado por Dunga para estar com a Seleção Brasileira em novembro de 2014, após uma tenebrosa derrota para a Alemanha na semifinal da Copa do Mundo daquele ano. Sua chegada foi tratada com desdém por certa parte dos torcedores, já que boa parte não o conhecia, e o atleta chegou a ser comparado com Afonso Alves, um atacante que tinha tido destaque na Eredivisie, mas que nunca chegou a performar bem com a Seleção.
Em sua última temporada de Bundesliga, terminou a competição com sete gols e dez assistências, ficando somente atrás de Zlatko Junuzović (12 assistências) e Kevin De Bruyne (20 assistências) nesse quesito. Apesar de Firmino nunca ter conseguido disputar competições europeias pelo Hoffenheim, o atleta pôde desempenhar grandes momentos na Copa da Alemanha (mas nunca passou das quartas de final). Sua melhor temporada aconteceu na Copa de 2013–14, onde marcou gols em todos os jogos, ficando com seis tentos em quatro partidas (Thomas Müller foi o artilheiro com oito bolas na rede), mas vendo o clube ser eliminado diante do Wolfsburg de Luiz Gustavo e Naldo nas quartas de final, onde ele chegou a marcar dois gols na derrota por 3–2.
Na temporada seguinte, viu o seu time ser eliminado de novo nas quartas de final. Ele chegou a fazer três gols (três a menos que os artilheiros da competição), ao todo, mas viu o Borussia Dortmund, comandado por Jürgen Klopp, derrotar a equipe por 3–2 na prorrogação. Na partida, Roberto e Kevin Volland chegaram a abrir uma vantagem de dois a um, mas Pierre-Emerick Aubameyang e Sebastian Kehl garantiram a vitória do clube amarelo. Firmino deixou a Alemanha e o Hoffenheim em 23 de junho de 2015, com 153 jogos e 57 gols no total em sua passagem pelo clube alemão. Antes de sair da Alemanha, o brasileiro foi cotado em diversas grandes equipes. O Manchester United estava disposto a comprar o jogador, mas o valor oferecido por eles era inferior ao que apresentou seu outro rival histórico.

### Liverpool

#### 2015–16
No dia 24 de junho de 2015, o Liverpool o contratou por 41 milhões de euros (equivalente a 142 milhões de reais). Então segunda contratação mais cara da história do clube, o atacante brasileiro declarou durante a apresentação:
| “ | Jogar no Liverpool é um sonho que se tornou real. | ” |

Firmino realizou sua primeira partida pelo clube no dia 2 de agosto, em um amistoso de pré-temporada contra o Swindon Town. Sua estreia na Premier League aconteceu uma semana depois, quando substituiu Jordon Ibe na vitória por 1–0 contra o Stoke City. O jogador marcou seu primeiro gol pelo Liverpool no dia 21 de novembro, na vitória por 4–1 sobre o Manchester City no Etihad Stadium. Seu futebol melhorou quando o técnico Jürgen Klopp passou a escalá-lo como um falso 9; Firmino começou a viver grande fase, foi eleito o Jogador do Mês da Premier League em janeiro, e terminou a temporada como artilheiro (10 gols) e líder de assistências (sete) dos Reds na competição.

#### 2016–17
Em uma temporada de afirmação, sob o comando de Klopp, Bobby, passou a desempenhar a função de falso 9. Ele já havia realizado uma função muito próxima em seus anos na Alemanha, mas foi na Inglaterra que ele conseguiu revolucionar o seu próprio estilo de jogo.

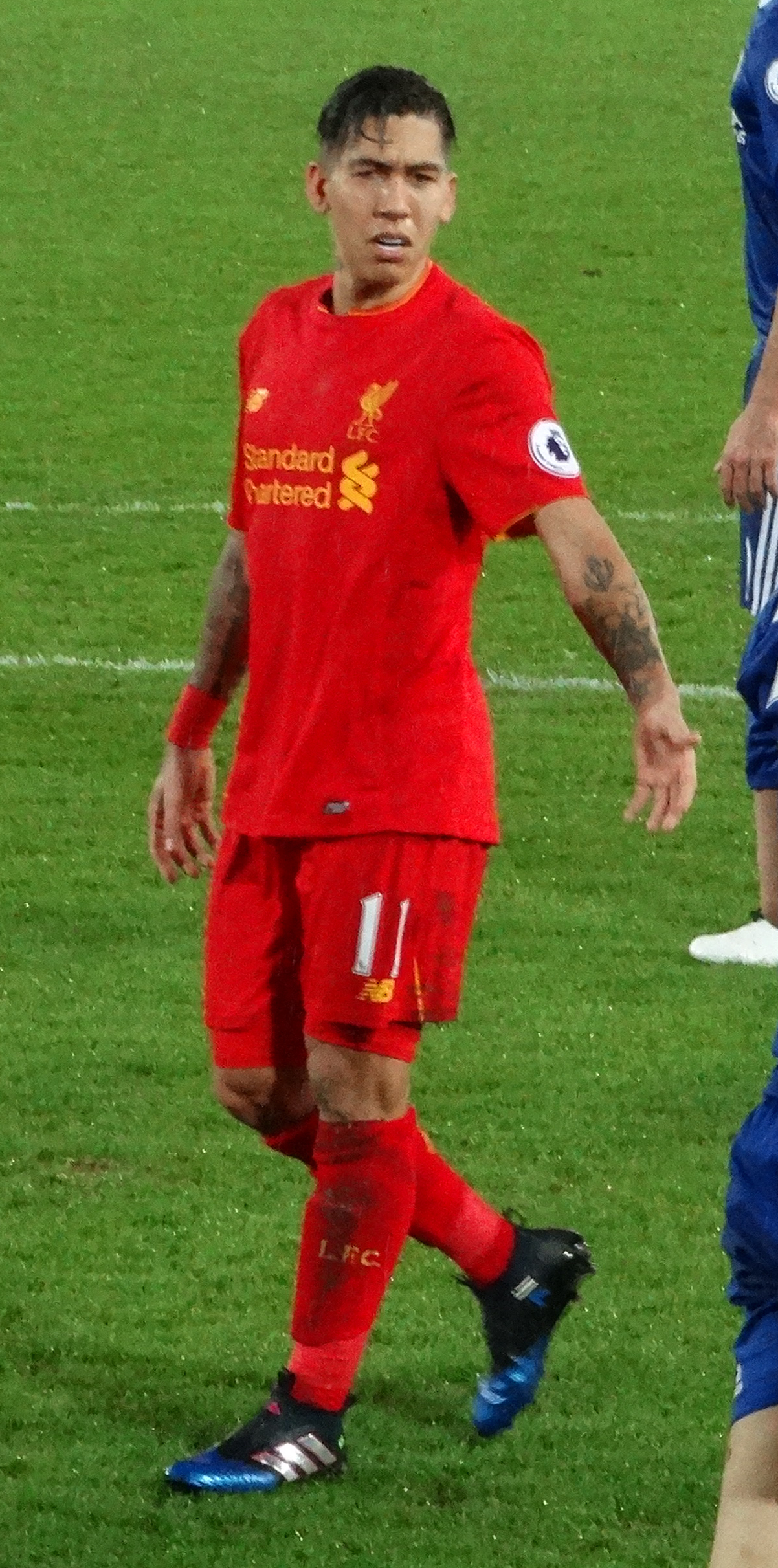
Firmino atuando pelo Liverpool na temporada 2016–17

Na Premier League de 2016–17, Firmino marcou seus primeiros dois gols em setembro, numa goleada por 4–1 contra o então atual campeão Leicester. E voltou a repetir a dose mais dez vezes. Entre seus grandes momentos, destacam-se as partidas onde balançou as redes no massacre por 6–1 contra o Watford, na derrota por 3–2 para o Swansea, e na vitória por 3–1 contra o Arsenal.
Além de seus numerosos gols, o brasileiro estava conseguindo, por conta de sua posição mais recuada no ataque, contribuir com passes diretos a tentos de seus companheiros. Os jogadores mais servidos por ele, naquela temporada, foram Sadio Mané e seu compatriota Philippe Coutinho. Ao fim da competição, esses dois atacantes dos Reds puderam terminar sua temporada com 13 gols cada. Sobre seu colega de equipe, o atacante afirmou sobre o seu estilo de jogo e como ambos conseguem se completar dentro de campo. Naquela temporada, os dois sul-americanos comandavam o ataque do time inglês que, por um  breve momento, chegou até mesmo a liderar o Campeonato Inglês:
| “                                  | Nós pensamos do mesmo jeito. Nós sabemos o que o outro vai fazer depois que pega na bola. Nós sempre nos entendemos nos jogos e, com a nossa habilidade, acabamos fazendo tudo certo. Philippe é mágico, que faz mágica em cada chute, que sempre ajuda marcando gols e com uma movimentação incrível. Ele sempre dá seu melhor dentro de campo | ” |
| — Firmino, sobre Philippe Coutinho | |   |

O Liverpool teve apenas três jogos até ser eliminado na Copa da Inglaterra, mas puderam chegar até as semifinais da Copa da Liga daquela temporada. Após participar diretamente de dois gols nos dois primeiros jogos dos Reds na EFL Cup, o brasileiro parou de ajudar nos tentos e viu o seu time quase chegar à decisão. Porém, o Southampton, de Claude Puel, interrompeu o trajeto após vencerem o time de Anfield por 2–0 no placar agregado. Após se consolidar como um falso 9 por Jürgen Klopp, Firmino terminou a temporada com 12 gols e oito assistências em 38 partidas.

#### 2017–18
Antes do início da temporada 2017–18, Firmino trocou o número da camisa para a 9, com a nova contratação de Mohamed Salah que começou a usar o número 11.

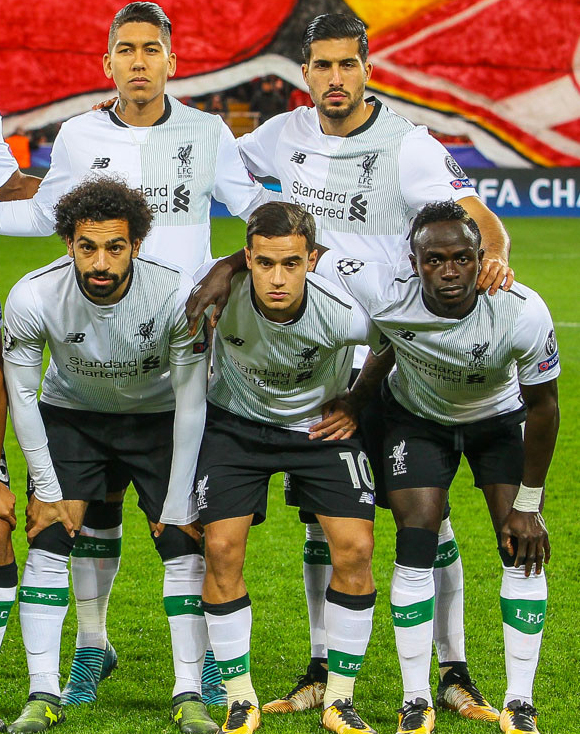
Firmino, Emre Can, Salah, Coutinho e Mané pelo Liverpool

Firmino começou sua temporada na Premier League fazendo dois gols nos primeiros três jogos. Teve momentos de destaque ao longo da competição, como quando marcou um doblete diante do Huddersfield Town na 15ª rodada, e quando fez uma sequência marcando quatro gols em três jogos em sequência nas rodadas 18, 19 e 20. Nessa última, quando balançou as redes duas vezes contra o Swansea, Firmino recebeu uma assistência do capitão Philippe Coutinho para marcar o segundo gol da partida que terminou em 5–0. Essa foi a última vez que os compatriotas estiveram juntos pelos Reds, já que o camisa 10 viria a se mudar, um mês depois, para o Barcelona na maior negociação da história do mês de janeiro.
| “                                                         | Poxa, Liverpool já não é a mesma sem o mago. Mano, desejo o infinito de sucesso pra você, que você desfrute a vida e realize todos os seus sonhos, irmão! Deus esteja sempre protegendo você e toda a família. Foi uma uma honra, El Mago, jogar esse tempo junto contigo. | ” |
| — Firmino se despedindo de Coutinho em suas redes sociais | |   |

Mesmo sem o compatriota, Roberto Firmino seguiu dividindo o ataque com Mohamed Salah e Sadio Mané. O trio ajudou a equipe a terminar em quarto colocado na Premier League, e Bobby conseguiu concluir a competição com 15 gols e sete assistências em 37 partidas disputadas.
Na reta final da temporada, depois do Liverpool ter perdido o também brasileiro Coutinho para o Barcelona, e ter sido eliminado das duas copas que disputava, Roberto Firmino, que chegou a marcar um gol na eliminação da Copa da Inglaterra, refletiu sobre a ausência de seu amigo brasileiro, mas afirmou que o time estava forte ainda que sem o Pequeno Mágico com a camisa dos Reds:
| “                                  | Nós mudamos a maneira como tocamos depois da partida... Qual equipe do mundo não gostaria de ter um jogador da qualidade de Coutinho? Ele decidiu continuar sua vida em Barcelona, e o Liverpool permaneceu forte sem ele, como sempre fomos. | ” |
| — Firmino em 2018, ao jornal Sport | |   |

Essa força foi devidamente comprovada na Liga dos Campeões, onde Bobby marcou um gol em dois jogos nos play-offs diante do seu ex-clube Hoffenheim. O ex-camisa 10 do Liverpool participou somente da Fase de Grupos, onde Firmino demonstrou grande qualidade marcando seis gols e três assistências em seis partidas, incluindo dois dobletes contra o Maribor e o Sevilla.

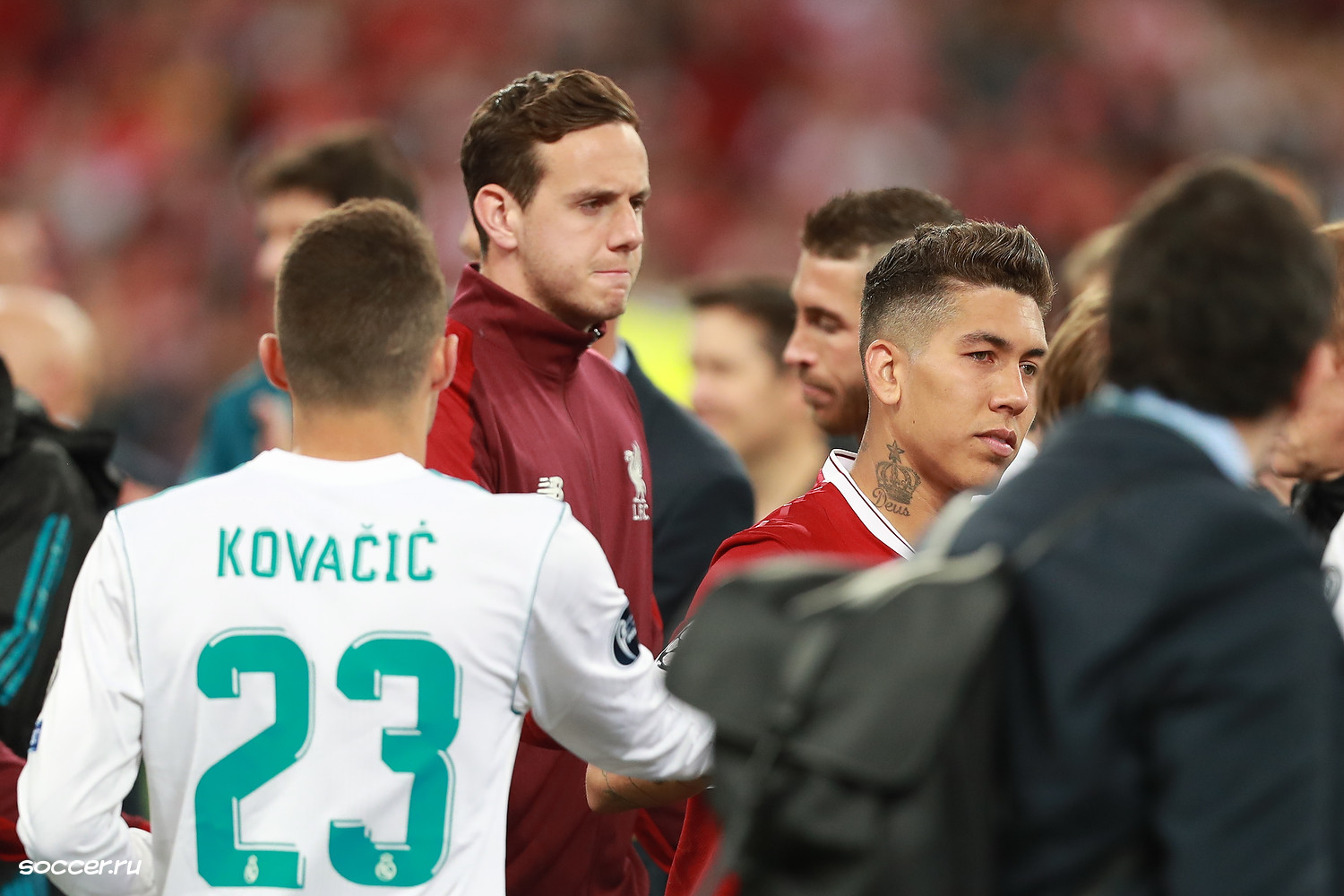
Mateo Kovačić cumprimentando Danny Ward e Roberto Firmino após o Real Madrid vencê-los na decisão da Liga dos Campeões

Na sequência da campanha finalista, o brasileiro voltou a balançar as redes do Porto, Manchester City e Roma. A única fase que o atacante ficou sem vencer o goleiro foi na final diante do Real Madrid, onde os Merengues viriam a vencer o jogo por 3–1.
O jogador marcou 10 gols e deu oito assistências em sua primeira Liga dos Campeões, terminando como vice-artilheiro e vice-líder de assistências, atrás de Cristiano Ronaldo e James Milner, respectivamente. Firmino também foi incluído na Seleção da Liga dos Campeões da UEFA.
O atacante terminou a temporada 2017–18 com 27 gols e 17 assistências em 54 partidas. Sua campanha foi tão exímia que ele renovou seu vínculo junto ao time inglês no dia 29 de abril de 2018, estendendo seu novo contrato até junho de 2023.
Sua grande campanha garantiu o brasileiro na Copa do Mundo FIFA de 2018. Apesar de não ter sido titular por conta do atacante Gabriel Jesus, reserva de Sergio Agüero no dominante Manchester City, o atleta foi muito aclamado pela torcida brasileira pela sua entrega e performance nas partidas que realizou no torneio disputado na Rússia.

#### 2018–19
A nova temporada do brasileiro deu a ele uma cena inesperada. Após marcar seu primeiro gol na Premier League na quarta rodada contra o Leicester, marcou na vitória do Liverpool por 2–1 sobre o Totenham, em Wembley. Firmino deixou o campo aos 25 do segundo tempo, após o dedo do jogador Jan Vertonghen penetrar o olho esquerdo do atacante em uma disputa de bola. Em depoimento, o brasileiro afirmou que ficou temendo pela saúde ocular após o lance com o belga:
| “                                             | Fiquei com medo de ficar cego em um olho, de não ver mais novamente. Graças a Deus nada disso aconteceu, e melhorou dia após dia. Estou me medicando e cuidando. Os olhos são muito importantes para um jogador profissional. Agora está tudo bem. Fiquei assustado, mas a dor passou aos poucos. Melhorei depois que o médico me passou os remédios. Quando aconteceu, tudo ficou borrado e eu não conseguia enxergar com meu olho esquerdo. Mas, agora, a dor passou e não sinto mais nada. Ainda está um pouco vermelho, mas espero que volte ao normal com o tempo. | ” |
| — Firmino, enquanto se recuperava do ocorrido | |   |

O restante da temporada foi menos goleadora que a última, mas o brasileiro tivera grandes momentos; como quando marcou um hat-trick contra o Arsenal na 20ª rodada, na vez que marcou o milésimo gol do Liverpool em Anfield na era da Premier League, numa vitória por 4–3 sobre o Crystal Palace e quando estufou, por duas vezes, as redes do Burnley na 30ª partida.
A equipe vermelha chegou a ter nove pontos de vantagem do segundo colocado no mesmo momento que o brasileiro marcou três gols na partida diante dos Gunners, mas o Manchester City, comandado por Josep Guardiola, soube rever a situação ao longo do ano e assumiu a liderança, ficando assim até o fim da temporada; superando-os por apenas um ponto. Bobby não viria a conquistar seu primeiro título em solo inglês naquela temporada, mas conseguiu terminar a Premier League com 12 gols em 34 jogos.
Firmino retornou aos gramados da Liga dos Campeões da UEFA marcando um gol contra o Paris Saint-Germain de seu compatriota Neymar. Seu último gol na Fase de grupos aconteceria na terceira rodada, quando venceu o goleiro do Estrela Vermelha. Seus dois últimos gols aconteceriam nos jogos de oitavas de final, quando, novamente, estufou as redes do Porto nos jogos de ida e de volta.
Na partida seguinte, esteve em campo na vitória do Barcelona, que agora tinha Coutinho com a camisa dos Culés, por 3–0 no Camp Nou. Firmino não jogou a partida de volta por conta de uma lesão, e coube a Divock Origi e Georginio Wijnaldum fazerem dois gols cada e garantirem os ingleses na final. No jogo decisivo, Bobby atuou por 58 minutos e deu lugar para Origi entrar diante do Tottenham de Harry Kane. Salah havia feito o primeiro gol aos dois minutos de jogo, e o substituto do atacante brasileiro marcou o tento final que selou o triunfo por 2–0 e garantiu o troféu continental aos Reds.
| “                                          | É incrível. Ganhar título com esse time é emocionante. Fico muito feliz e sem palavras. Só agradeço a Deus, família e amigos. Temos que ter fé sempre, eu tenho muita. Junto com o trabalho, merecemos. Estamos todos de parabéns pelo título. Ano passado foi duro, perdemos, e agora conseguimos vencer. | ” |
| — Firmino, sobre vencer a Champions League | |   |

#### 2019–20

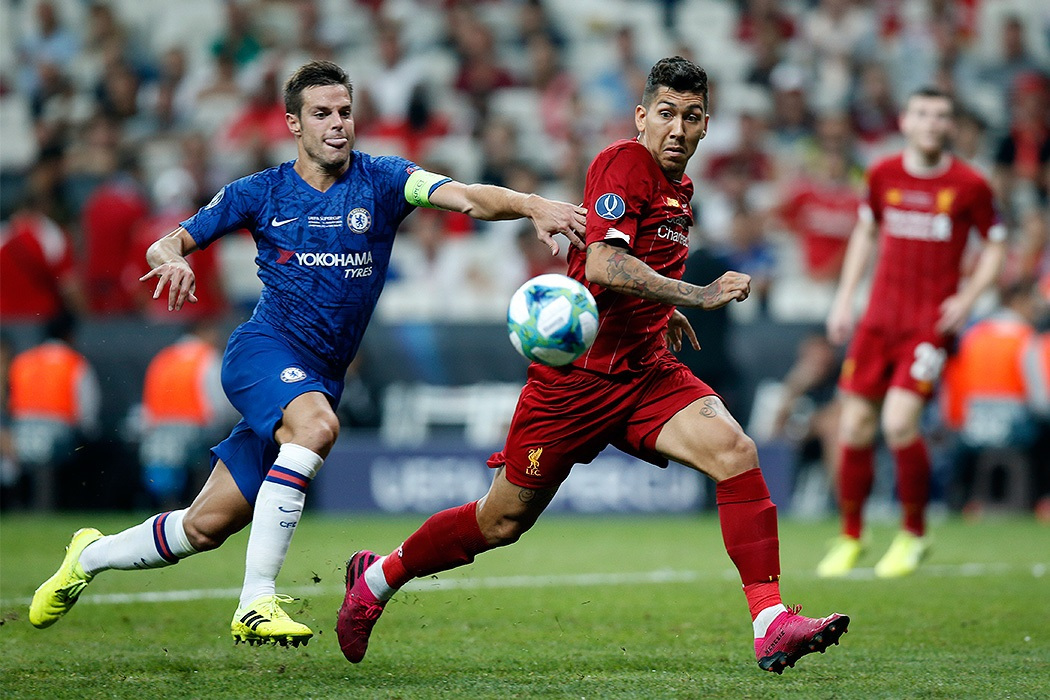
Firmino em duelo com César Azpilicueta pela final da Supercopa da UEFA de 2019

No dia 14 de agosto, Firmino saiu do banco de reservas na final da Supercopa da UEFA de 2019 contra o Chelsea, em uma partida em que o Liverpool venceu por 5–4 nos pênaltis. O jogo terminou empatado em 2–2 no tempo normal, com o brasileiro dando duas assistências para os dois gols marcados por Sadio Mané. O atacante iniciou as cobranças de penalidades acertando no gol defendido por Kepa Arrizabalaga.
Firmino participou de outra disputa por pênaltis na Supercopa da Inglaterra de 2019. O jogo terminou 1–1 e o atacante foi sacado do time de Jürgen Klopp para a entrada de Xherdan Shaqiri, logo após Joël Matip empatar o jogo no segundo tempo. O suíço iniciou as batidas acertando o gol de Claudio Bravo, mas Georginio Wijnaldum desperdiçou sua cobrança, enquanto todos os jogadores do Manchester City converteram.
O atleta novamente tivera destaque nas seis primeiras rodadas iniciais marcando três gols. Ao marcar na vitória por 3–0 sobre o Burnley, na quarta rodada, Firmino tornou-se o primeiro jogador brasileiro a chegar a marcar 50 gols na Premier League. No restante da temporada, teve momentos de destaque ao marcar duas vezes contra o Leicester no Boxing Day de 2019, quando deu três assistências na goleada por 4–0 diante do Southampton e também ao cabecear ao fundo das redes do Chelsea após um cruzamento de Trent Alexander-Arnold em uma partida que terminou 5–3 para os Reds.

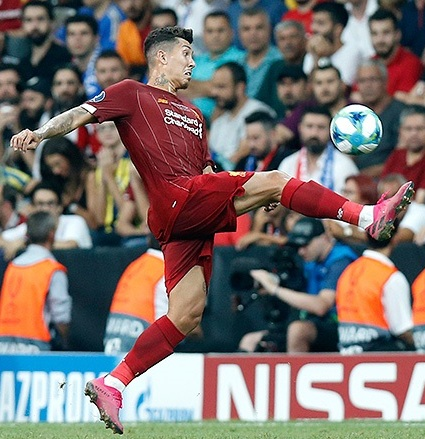
Firmino dominando uma bola em 2019

Firmino tivera uma temporada abaixo de seus habituais números. Com apenas nove gols no Campeonato Inglês, passando em branco nas campanhas modestas das copas nacionais, o jogador concluiu a temporada conquistando a Premier League pela primeira vez em sua carreira.
Na quarta partida, quando marcou seu primeiro gol no campeonato, o jogador, futuramente, viria a revelar como era a relação dos dois pontas africanos do elenco inglês. Firmino, Salah e Mané formavam um dos trios ofensivos mais prolíficos da Europa naquele momento, com o egípcio sendo o grande goleador do time. Contudo, a rivalidade entre ele e o senegalês não era restrita aos jogos de Seleção. Na já citada partida contra o Burnley, o brasileiro informou em sua biografia que ambos haviam tido um momento ruim no vestiário e que ele era o "bombeiro" da relação de ambos:
| “                                    | Eu conhecia aqueles caras muito bem, talvez melhor que qualquer um. Era eu ali bem no meio deles. Vi em primeira mão os olhares, as caretas, a linguagem corporal, a insatisfação quando um estava bravo com outro. Eu era o elo entre eles na nossa jogada de ataque e o bombeiro nesses momentos. Eu nunca tomei partido. É por isso que eles me amam: eu sempre passe a bola para ambos; minha preferência era pela vitória do time. Muitos focam no que eu trouxe ao trio de ataque em termos táticos, mas talvez tão importante quanto foi o elemento humano: meu papel como pacificador, unificador. Se eu não fizesse isso, não haveria nada além de tempestade entre os dois no campo. | ” |
| — Firmino, em sua biografia Si Señor | |   |

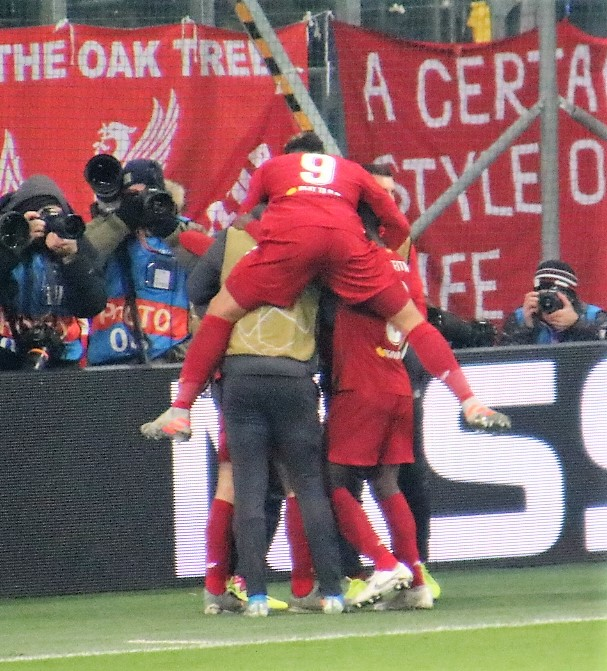
Firmino (camisa 9) comemorando um gol do Liverpool em dezembro de 2019

Bem como nas Copas, o jogador estivera em campo na modesta campanha do Liverpool na Liga dos Campeões da UEFA. Em toda a campanha, obtivera mais destaque em assistências do que gols. Na fase de grupos, enfrentou o Red Bull Salzburg e deu três passes, sendo dois de cabeça, na goleada da sua equipe por 4–3 contra o time de Erling Haaland. No jogo seguinte, deu mais uma assistência na vitória por 4–1 diante do Genk, na Bélgica. Seu único tento foi nas oitavas de final, quando o time foi eliminado pelo Atlético de Madrid por 3–2.
Em 18 de dezembro, o jogador saiu do banco de reservas na semifinal do Mundial de Clubes e marcou o gol da classificação na vitória por 2–1 contra o Monterrey, do México. Já na final contra o Flamengo, o clube de Jorge Jesus segurou o empate em 0–0 e levou o jogo para prorrogação. Aos 100 minutos, o atacante brasileiro levou um cartão amarelo após tirar a camisa em comemoração ao gol do título dos Reds no Estádio Internacional Khalifa, em Doha, no Catar.
| “                                         | Sensação incrível. Ganhar mais um título, e é o Mundial também. Fruto do que fizemos na Champions, estávamos aqui para ganhar, queríamos ganhar muito. Não foi fácil jogar contra o Flamengo, equipe madura, vem fazendo boa temporada. Não foi fácil, estou muito feliz pela vitória. Faz um bom trabalho com o treinador Jorge Jesus, tem jogadores maduros. Jogou de igual para igual com a gente. Foi um jogo difícil, se portaram bem. Mas queríamos ganhar, e mostramos mais uma vez que nossa equipe vem amadurecendo e fico muito feliz pela vitória. | ” |
| — Firmino, sobre vencer o Mundial de 2019 | |   |

O título, que viria a ser o segundo na temporada, foi conquistado após Roberto, e os demais brasileiros do elenco, informarem sobre a importância do troféu mundial. Eles chegaram até Jürgen Klopp e informaram sobre a força da equipe brasileira, bem como a de seus torcedores. A reunião "convenceu" o treinador alemão a olhar o jogo de outra maneira e valorizar a decisão mais do que antes. O clube ainda brigava ativamente pelo troféu da Premier League, já que era líder e ainda tinha o segundo turno inteiro para ser disputado.

#### 2020–21
A temporada começou com o Liverpool prendendo a Supercopa da Inglaterra novamente. Dez minutos após Takumi Minamino, outrora rival de Roberto nos tempos de Red Bull Salzburg, empatar o placar em 1–1 diante do Arsenal, Klopp novamente retirou o atacante brasileiro de campo. A partida rumou às penalidades e Rhian Brewster foi o único jogador dos Reds a errar sua cobrança. Desse modo, após Pierre-Emerick Aubameyang, autor do primeiro tento do jogo, acertar o gol de Alisson, os Gunners de Mikel Arteta comemoraram o seu segundo troféu desde que o espanhol assumira o elenco londrino.
O jogador voltou a ter a marca de nove gols na Premier League de 2020–21. Ao longo do Campeonato, tivera destaque em seu doblete contra o Crystal Palace na 14ª rodada em uma goleada por 7–0; e quando marcou dois gols na vitória por 4–2 fora de casa sobre o Manchester United, na primeira vitória do Liverpool no Old Trafford desde março de 2014.
Durante a partida seguinte, contra o West Bromwich, o brasileiro foi capitão do Liverpool pelo pela primeira vez, já que ele era o jogador com mais tempo de serviço no time. Assim, tornou-se o décimo sexto jogador a usar a braçadeira sob o comando de Jürgen Klopp, com o capitão regular Jordan Henderson e os vice-capitães James Milner, Virgil van Dijk e Georginio Wijnaldum todos lesionados ou no banco, levando os Reds a uma vitória por 2–1. Esse jogo ficou marcado pelo gol de cabeça de Alisson Becker nos acréscimos do segundo tempo. O time estava em quinto colocado na tabela e coube ao defensor brasileiro, após escanteio cobrado por Trent Alexander-Arnold, garantir os três pontos do seu clube. O time terminou em terceiro colocado na Premier League.
Bobby não jogou nenhum jogo da Copa da Liga Inglesa e a equipe foi eliminada pelo Arsenal nas penalidades. A FA Cup não reservou um final positivo, vide que os Reds foram eliminados pelo Manchester United mesmo com o atacante dando duas assistências para Mohamed Salah buscar a vitória diante dos Red Devils, que venceram por 3–2.
Pela Liga dos Campeões, Firmino acabou não balançando as redes. O brasileiro ficou de fora de apenas uma partida das oitavas e eles foram eliminados nas quartas de final para o Real Madrid de Carlo Ancelotti.

#### 2021–22

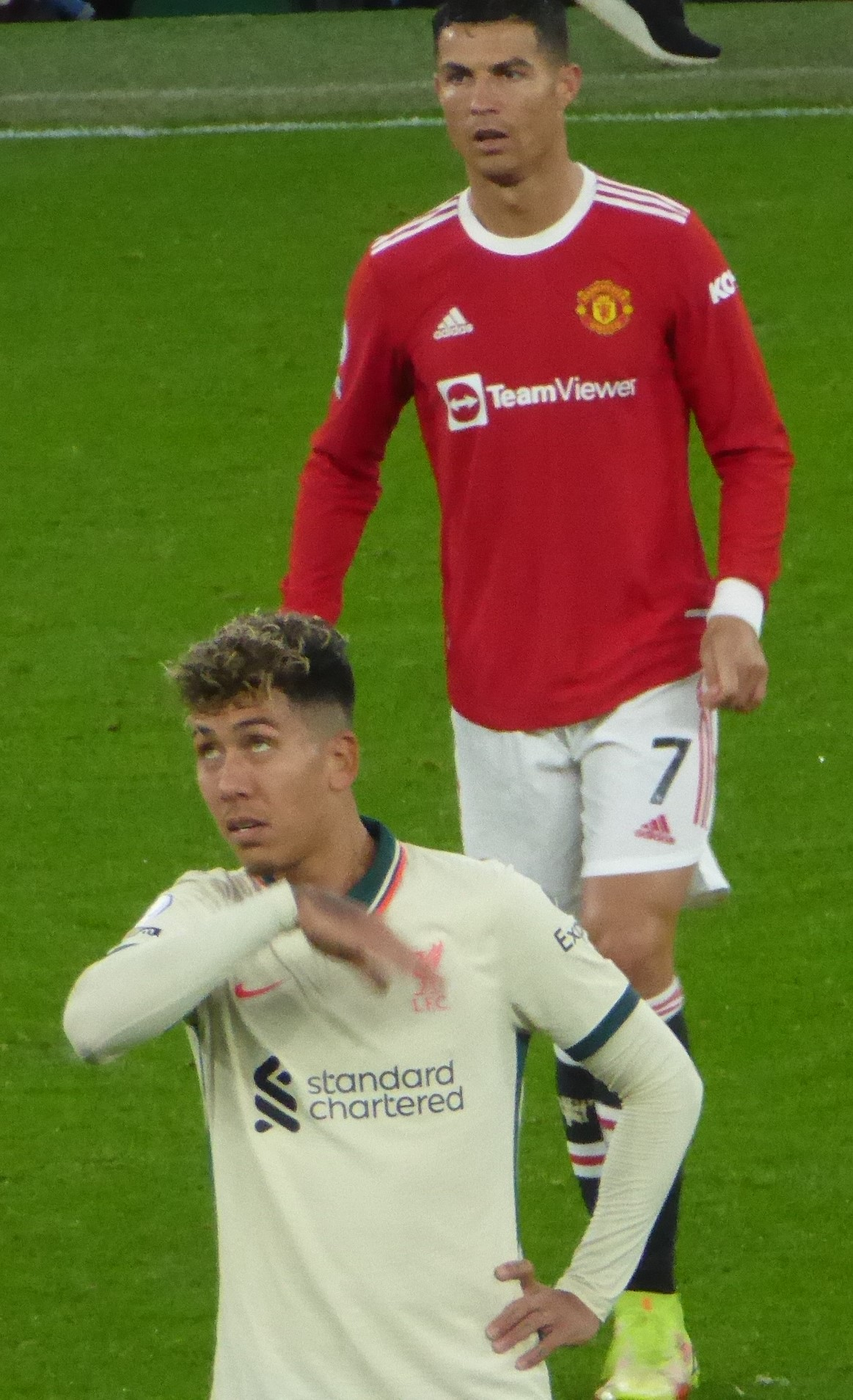
Cristiano Ronaldo e Firmino em 2021

A temporada para Roberto Firmino foi muito irregular, apesar das conquistas coletivas. Muito acometido por lesões ao longo de toda a temporada, o brasileiro anotou somente cinco gols na Premier League, tendo marcado em jogos contra Norwich, na primeira rodada; um hat-trick contra o Watford, na oitava rodada, e mais um numa vitória por 2–0 diante do Arsenal, fora de casa, pela 27ª rodada. A campanha de títulos ocorreu somente nas copas, já que a equipe ficou com o vice-campeonato nacional — novamente um ponto atrás do Manchester City.
Bobby realizou menos partidas na Copa da Liga Inglesa, ficando ausente da decisão que ocorreu contra os Blues de Thomas Tuchel. A partida voltou a ser decidida nos pênaltis e o time de Liverpool venceu o troféu. Na FA Cup, Firmino marcou somente um gol na estreia diante do Shrewsbury Town. Ao longo da competição, viu a equipe eliminar seus adversários até chegar na decisão novamente contra o Chelsea. O jogo terminou empatado pela segunda vez e o brasileiro acertou uma das cobranças de pênaltis. Ao fim das alternadas, os Reds, enfim, venceram sua primeira Copa da Inglaterra sob o comando de Klopp.
Já pela Liga dos Campeões, o jogador fez a diferença em três jogos específicos, onde marcou cinco gols. Diante do Porto, na fase de grupos, balançou as redes dos portugueses duas vezes; depois, pelas oitavas, marcou uma vez contra a Internazionale, e terminou a fase goleadora com um doblete contra o Benfica, em um empate por 3–3 no jogo de volta em Anfield. Depois de ficar de fora dos dois jogos da semifinal, retornou para o jogo decisivo contra o Real Madrid, mas os espanhóis derrotaram a equipe com um gol solitário de Vinícius Júnior.

#### 2022–23
Em 30 de julho de 2022, Firmino foi titular na vitória por 3–1 sobre o Manchester City na Supercopa da Inglaterra, em partida realizada no King Power Stadium. Já no dia 27 de agosto, em jogo válido pela 4ª rodada da Premier League, o atacante uma atuação célebre na goleada histórica do Liverpool por 9–0 sobre o Bournemouth, em Anfield, sendo esta a maior goleada do clube na história da competição. Em 30 minutos de jogo, o brasileiro deu três assistências e anotou um gol. Já no segundo tempo, ele voltou a balançar as redes novamente.
Com os dois gols marcados, o atacante chegou a uma marca histórica pelos Reds. Ele entrou para uma seleta lista de craques brasileiros com 100 gols ou mais por um mesmo clube na Europa, algo que poucos brasileiros conseguiram. Firmino também tornou-se o primeiro brasileiro a alcançar 100 gols por um clube inglês.[carece de fontes?]
Apesar de ter tido convocações frequentes na "Era Tite" da Seleção Brasileira, onde também fez parte dos convocados da Copa do Mundo de 2018, o jogador estava tendo momentos de menor intensidade com o treinador brasileiro em seu país. Mesmo sendo um dos cotados para estar com a Amarelinha na Copa do Mundo de 2022, o comandante da equipe julgou que seus nove gols naquela altura, e suas demais campanhas nas competições passadas, não eram o suficiente para garantirem sua vaga no Catar. Desse modo, Adenor optou por convocar Gabriel Jesus e Pedro para ocuparem a faixa central de ataque dos brasileiros, deixando Firmino de fora. A ausência do atacante na Copa do Mundo surpreendeu Klopp, que considerou isso "uma loucura".
Passado o período de Copa, no dia 5 de março de 2023, Firmino marcou um gol na história goleada por 7–0 contra o Manchester United, em Anfield. A partida, que foi válida pela Premier League, decretou a maior goleada da história do clássico, com seis dos sete gols sendo marcados na segunda etapa.

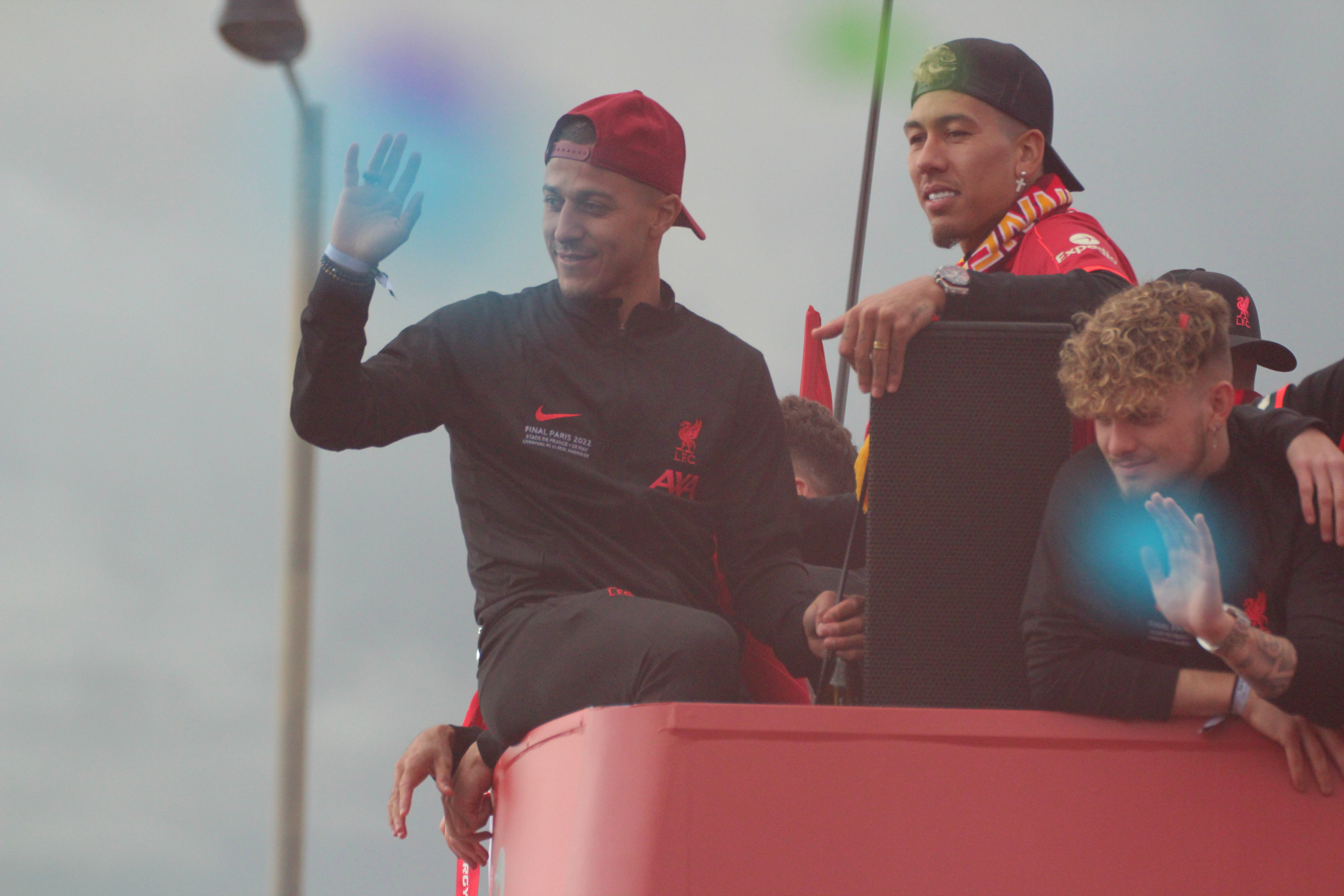
Thiago Alcântara, Firmino e Harvey Elliott comemorando o título da Supercopa da Inglaterra de 2022

As campanhas em Copas novamente foram medianas, além da singela quinta colocação na liga nacional ao fim da temporada. O brasileiro teve destaque na quarta rodada da Liga dos Campeões, quando marcou um doblete e foi eleito o melhor em campo na goleada por 7–1 diante do Rangers. Os Reds, no entanto, foram novamente eliminados pelo Real Madrid nas oitavas de final.
Após oito anos no clube, teve a sua saída confirmada pelo Liverpool no dia 17 de maio. Brasileiro com mais jogos e mais gols pelo clube, o atacante ganhou um grande mural como homenagem nos arredores de Anfield.
Em sua reta final pelo clube, Roberto afirmou ao treinador Jürgen Klopp que não renovaria com os ingleses. A afirmação surpreendeu o treinador, mas ele, em entrevista, disse que respeita a decisão do atacante:
| “                      | Eu respeito totalmente. É normal nesse tipo de relacionamento longo que temos. Ele é um jogador muito especial e adorei a recepção que teve contra o Manchester United. Ele quer fechar esta história maravilhosa com um final positivo. A música que a torcida canta para ele estará aqui por muito tempo. | ” |
| — Klopp, sobre Firmino | |   |

Realizou seu último jogo pelo Liverpool no dia 28 de maio, balançando as redes num empate por 4–4 contra o Southampton. O jogador terminou a temporada com 34 jogos, 12 gols marcados e quatro assistências distribuídas. No total pelos Reds, Firmino disputou 362 partidas, marcou 111 gols e anotou 79 assistências. Em oito anos de clube, ergueu sete troféus.

### Al-Ahli

#### 2023–24
Após semanas de negociações, foi anunciado oficialmente pelo Al-Ahli, da Arábia Saudita, no dia 4 de julho de 2023. Estreou pelo clube em 25 de julho, num amistoso com derrota para o modesto Sankt Pölten, da Áustria, por 2–1. Dias depois, em 1 de agosto, Roberto Firmino marcou seus dois primeiros gols pelo time árabe em novo amistoso, dessa vez uma goleada por 5–0 contra o Al-Shamal, do Catar. O atacante realizou sua estreia oficial no dia 11 de agosto, tendo grande atuação e marcando um hat-trick na vitória por 3–1 sobre o Al-Hazem, válida pela 1ª rodada do Campeonato Saudita.
Apesar de seu início espetacular, o capitão deixou de balançar as redes e não participou de gols no Campeonato Saudita após a sua estreia. Firmino passou a figurar no banco de reservas em diversas oportunidades e só voltou a marcar gols em fevereiro de 2024, quando, jogando de meia-atacante, estufou as redes do Al-Okhood e do Al-Tai. Contra o último, balançou as redes duas vezes na goleada por 4–1.
Ao fim da temporada, o jogador não chegou a conquistar nenhum título, mas chegou a marca de nove gols e sete assistências em 34 partidas em sua estreia no país árabe.

#### 2024–25
Em sua nova temporada, Firmino continuou como capitão da equipe árabe, mas viu o Al-Ahli amargar eliminações precoces na Copa do Rei e na Supercopa da Arábia Saudita, onde o seu clube foi eliminado nos primeiros jogos. Apesar disso, o brasileiro conseguiu algumas boas performances, tendo feito um gol na Supercopa, na Liga Saudita e na Liga dos Campeões.
Firmino fazia uma campanha positiva na equipe, ainda que esta estivesse longe de alcançar títulos, mas o momento regular foi interrompido assim que abriu a janela de transferências de janeiro. O Al-Ahli optou por contratar mais jogadores estrangeiros para o time e excedeu o limites de inscrição de jogadores de fora do país. Dessa forma, a diretoria optou por cortar o capitão dos inscritos da Saudi Pro League, deixando-o apenas disponível para jogos da competição continental asiática.
Nesse mesmo período, seu compatriota Neymar também havia perdido sua vaga no Al-Hilal, ficando somente apto para os jogos da Liga dos Campeões. Como resultado, o camisa 10 deixou a Ásia e retornou ao Santos, seu clube formador. A atitude do craque repercutiu positivamente entre os brasileiros, e mais clubes do país sondaram Firmino para que ele repetisse o ato do santista. O jogador chegou a receber uma consulta do Fluminense, mas optou por continuar no clube saudita.
Desse modo, concluiu sua passagem na Liga Saudita com cinco gols em 17 jogos e continuou atuando somente dos jogos da Liga dos Campeões. Lá, porém, viu uma situação muito mais agradável, pois não precisou abdicar dos jogos devido ao regulamento da competição. Na fase de grupos, marcou quatro gols e manteve a boa fase nos demais jogos, onde balançou as redes nas quartas e na semifinal.
Na decisão, enfrentou o Kawasaki Frontale e deu duas assistências na vitória dos sauditas por 2–0. Assim, com o título continental, o jogador comemorou emocionado também o troféu de Melhor Jogador da Liga dos Campeões.
Firmino tinha contrato com os sauditas até junho de 2026, mas perdeu espaço na equipe e decidiu pela saída do clube. Com a camisa do Al-Ahli, foram 65 jogos, com 21 gols e 18 assistências.

### Al-Sadd
Em 23 de julho de 2025, Firmino foi anunciado como novo reforço do Al-Sadd, do Catar.

## Seleção Nacional

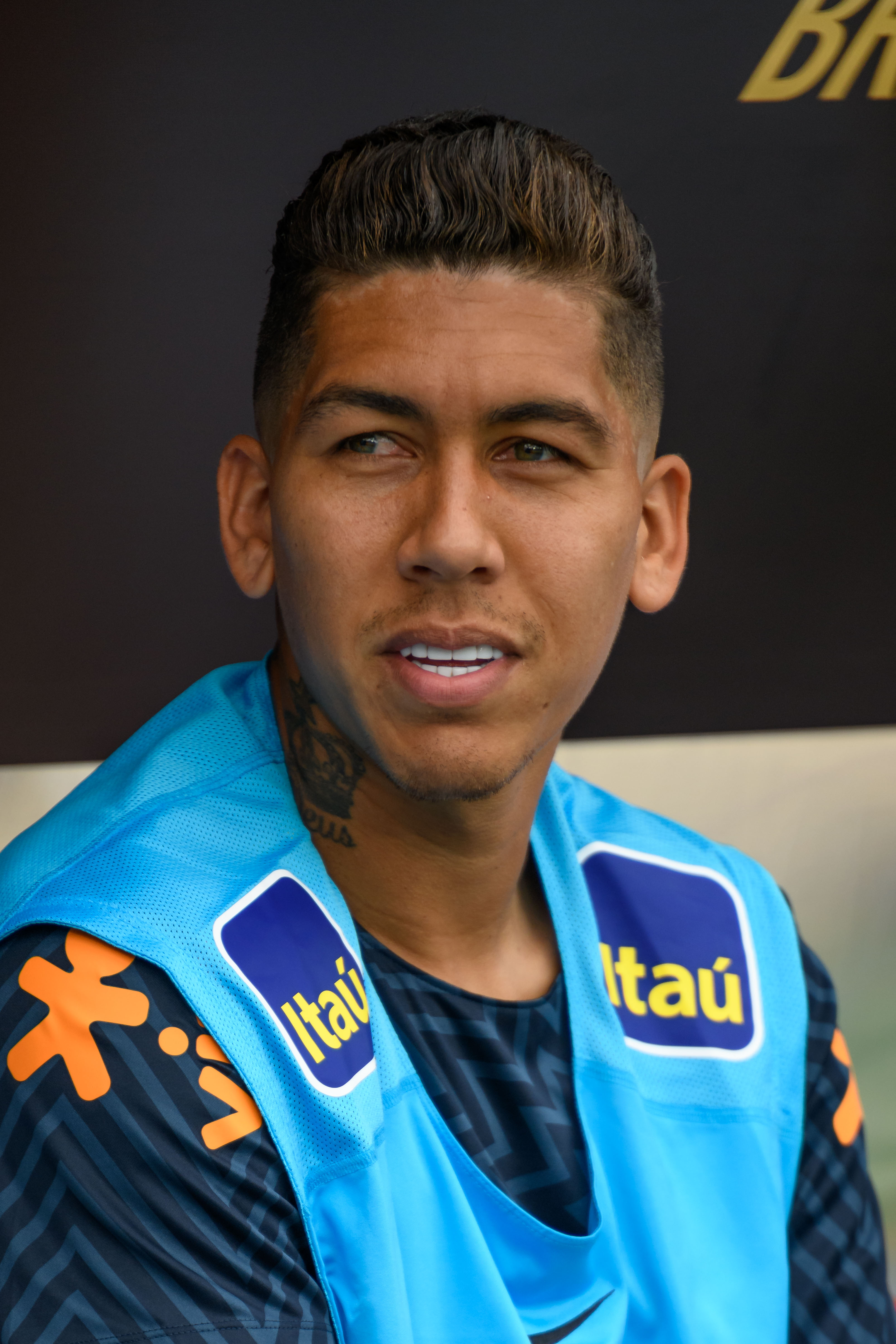
Roberto Firmino pela Seleção Brasileira em 2018

No dia 23 de outubro de 2014, na época atuando pelo Hoffenheim e ainda desconhecido nacionalmente, Roberto Firmino foi convocado por Dunga para alguns amistosos. O atacante estreou pela Seleção Brasileira no dia 11 de novembro, diante da Turquia, substituindo Luiz Adriano aos 72 minutos. Marcou seu primeiro gol na partida seguinte, sete dias depois, numa vitória por 2–1 contra a Áustria.
No dia 5 de maio de 2015, foi convocado para a disputa da Copa América realizada no Chile.

### Copa do Mundo de 2018
Em 14 de maio de 2018, foi convocado por Tite para a disputa da Copa do Mundo de 2018.
Após Gabriel Jesus ter uma grande campanha nas Eliminatórias, sendo o jogador brasileiro com mais gols na competição, o treinador optou por deixar o jogador como centroavante titular na campanha daquela Copa. O atleta do Manchester City, no entanto, sofria com muitos jogos irregulares no comando do ataque da Seleção, e Firmino passou a receber um apoio da torcida brasileira para garantir uma vaga entre os 11 iniciais.

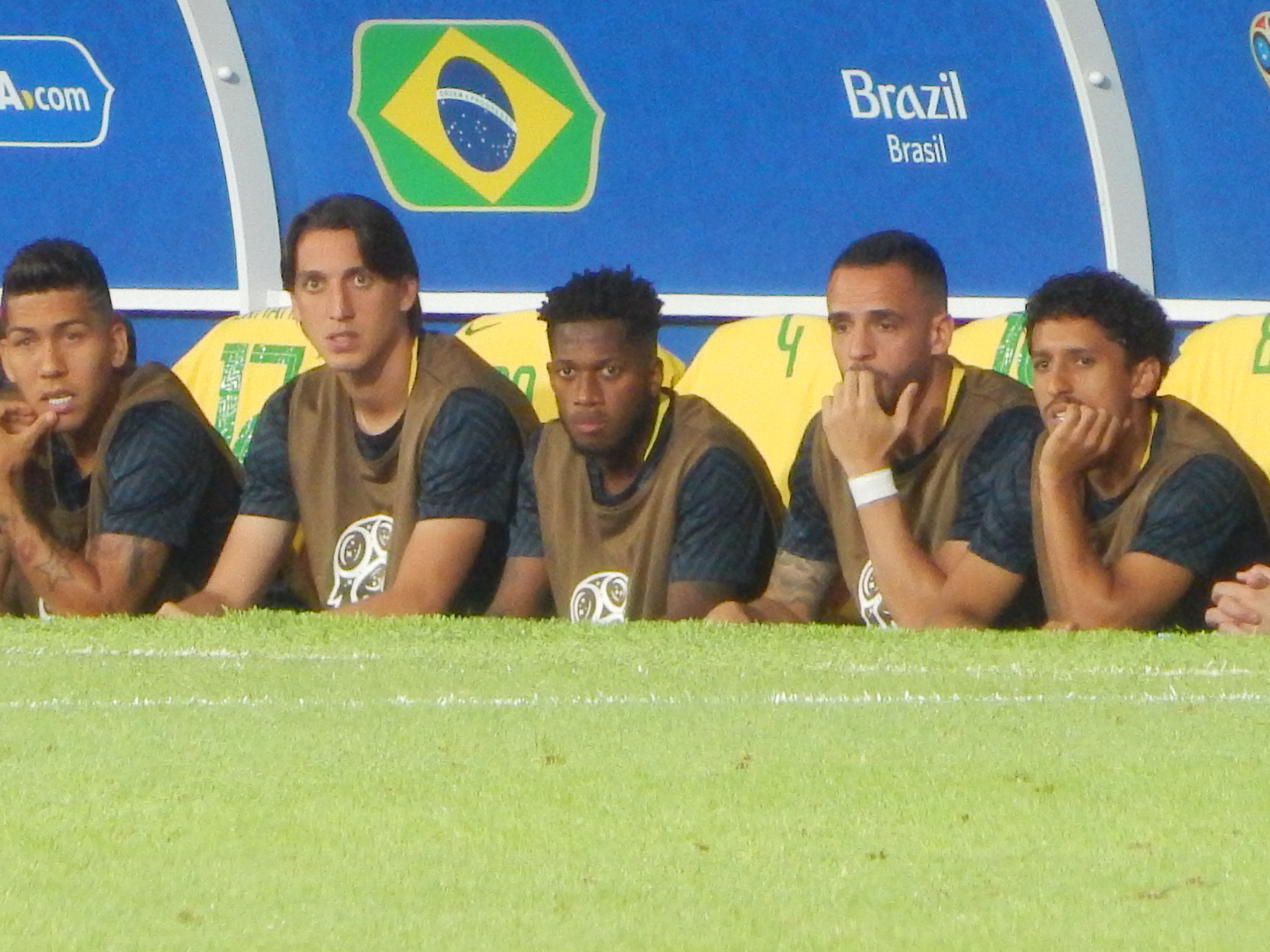
Da esquerda para direita: Firmino, Geromel, Fred, Renato Augusto e Marquinhos no banco da Seleção Brasileira na Copa do Mundo de 2018

Antes da Copa do Mundo, os dois jogadores já disputavam a posição de titular. Firmino havia realizado uma temporada muito positiva no Liverpool, tendo chegado a figurar na Seleção da UEFA, mas nunca expôs rivalidade com Gabriel e dizia respeitar a escolha do técnico:
| “                                                  | Como venho falando nas entrevistas, estou aqui para ajudar a seleção. Respeito 100% a opinião do Tite, estou aqui para dar meu melhor. | ” |
| — Firmino, sobre ser titular na Seleção Brasileira | |   |

Após passarem da fase de grupos, os brasileiros enfrentaram o México nas oitavas de final. A partida estava se encaminhado para o fim, com o placar mostrando 1–0 para a equipe de Tite, quando o treinador sacou Philippe Coutinho para colocar Firmino em campo. Apenas dois minutos após sua entrada, o atacante recebeu um passe de Neymar, estufou as redes de Guillermo Ochoa e garantiu o Brasil nas quartas de final jogando, ao todo, apenas quatro minutos nessa partida. Ao balançar as redes na vitória, o atacante tornou-se, ao lado de Zagallo, o segundo alagoano a marcar gols numa Copa do Mundo.
No jogo seguinte, contra a Bélgica de Roberto Martínez, Roberto Firmino teve sua maior minutagem em uma Copa do Mundo. O placar era favorável aos europeus quando o jogador entrou no lugar de Willian no primeiro minuto do segundo tempo. A partida, no entanto, não terminou positiva para os sul-americanos. O volante Fernandinho havia feito um gol contra aos 13 minutos, e Kevin De Bruyne ampliou antes do fim da primeira etapa. O meia Renato Augusto conseguiu descontar com um gol de cabeça aos 76 minutos, mas a partida terminou 2–1 para os belgas, e Firmino teve essa como sua última participação em Copas do Mundo.

### Copa América de 2019 e 2021

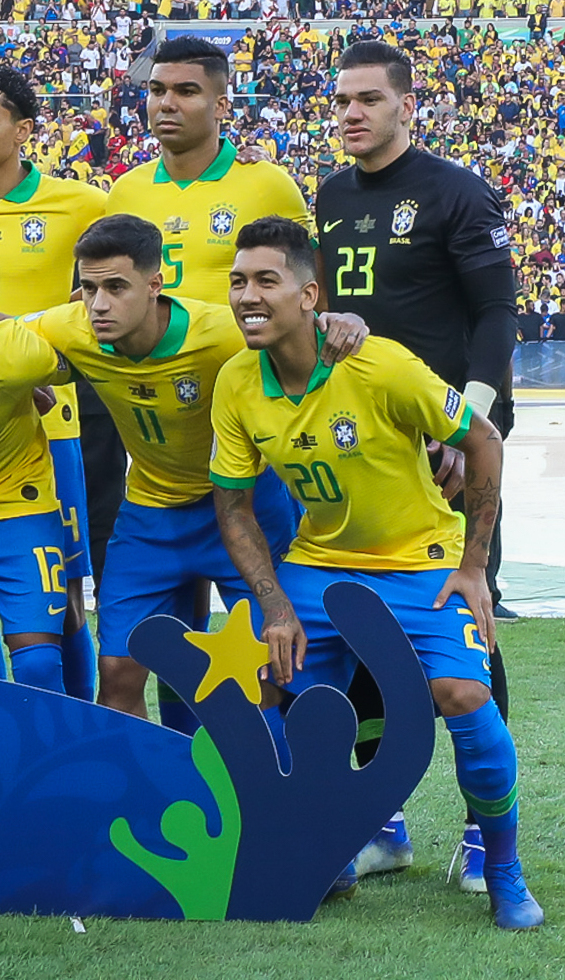
Casemiro, Ederson, Coutinho e Firmino na final da Copa América de 2019

Pouco mais de um ano depois, no dia 17 de maio de 2019, Firmino foi convocado para a disputa da Copa América. Com dois gols e três assistências, o atacante foi o jogador com mais participações diretas em gol na competição e comemorou o troféu após vencerem o Peru na decisão.
Roberto Firmino também fez parte do elenco que disputou a Copa América de 2021, onde marcou um gol em cinco partidas disputadas. O jogador balançou as redes no dia 23 de junho, na vitória por 2–1 contra o Colômbia, em jogo realizado no Estádio Olímpico Nilton Santos. O Brasil chegou novamente à final, mas amargou uma derrota diante da Seleção Argentina por 1–0.
Após esse jogo, Firmino passou a não entrar mais em campo pela Seleção. O jogador chegou a ser convocado para os dois últimos amistoso do Brasil antes da Copa do Mundo de 2022, no entanto, não saiu do banco de reservas. Posteriormente, após estrear marcando um gol, o centroavante Pedro esteve entre os convocados na lista final, juntamente de Gabriel Jesus. A ausência de Firmino entre os convocados foi recebida com surpresa pelo seu treinador do Liverpool:
| “              | Para mim foi um choque, para ser bem honesto. Estou feliz por termos Roberto Firmino, mas ele merecia uma convocação. Acredito que ele merece tudo, para ser franco. Isso mostra como incrivelmente boa e talentosa é a Seleção Brasileira, para deixar um jogador como o Firmino fora. Uma loucura. | ” |
| — Jürgen Klopp | |   |

Nos jogos do período que antecedeu a Copa do Mundo no Catar, Firmino entrou em campo 30 vezes e marcou 10 gols. Apesar dos números, o atacante respeitou a decisão de Tite e comentou que torceria pelo Brasil.
| “                 | A Copa do Mundo é um sonho para todos os jogadores e comigo não seria diferente. Ontem as coisas não saíram como imaginei ou sonhei para minha vida, mas consigo olhar para trás e ter um coração grato a Deus por já ter me permitido viver esse sonho assim como tantos outros. Aproveito aqui para demonstrar o meu respeito e dar os parabéns a todos os convocados. Foi, é, e sempre será uma honra defender meu país principalmente com o dom que o Senhor me deu. Permaneço aqui confiante que Deus tem o melhor pra mim e torcendo para que o hexa venha. | ” |
| — Roberto Firmino | |   |

| #   | Data                   | Local                        | Adversário     | Placar | Resultado | Competição                          |
| --- | ---------------------- | ---------------------------- | -------------- | ------ | --------- | ----------------------------------- |
| 1.  | 18 de novembro de 2014 | Viena, Áustria               | Áustria        | 2–1    | 2–1       | Amistoso                            |
| 2.  | 29 de março de 2015    | Londres, Inglaterra          | Chile          | 1–0    | 1–0       | Amistoso                            |
| 3.  | 10 de junho de 2015    | Porto Alegre, Brasil         | Honduras       | 1–0    | 1–0       | Amistoso                            |
| 4.  | 21 de junho de 2015    | Santiago, Chile              | Venezuela      | 2–0    | 2–1       | Copa América de 2015                |
| 5.  | 6 de outubro de 2016   | Natal, Brasil                | Bolívia        | 5–0    | 5–0       | Eliminatórias da Copa do Mundo 2018 |
| 6.  | 3 de junho de 2018     | Liverpool, Inglaterra        | Croácia        | 2–0    | 2–0       | Amistoso                            |
| 7.  | 2 de julho de 2018     | Samara, Rússia               | México         | 2–0    | 2–0       | Copa do Mundo 2018                  |
| 8.  | 7 de setembro de 2018  | Nova Jérsei, Estados Unidos  | Estados Unidos | 1–0    | 2–0       | Amistoso                            |
| 9.  | 26 de março de 2019    | Praga, República Tcheca      | Tchéquia       | 1–1    | 3–1       | Amistoso                            |
| 10. | 9 de junho de 2019     | Porto Alegre, Brasil         | Honduras       | 6–0    | 7–0       | Amistoso                            |
| 11. | 22 de junho de 2019    | Arena Corinthians, São Paulo | Peru           | 2–0    | 5–0       | Copa América de 2019                |
| 12. | 2 de julho de 2019     | Belo Horizonte, Brasil       | Argentina      | 2–0    | 2–0       | Copa América de 2019                |
| 13. | 10 de outubro de 2019  | Kallang, Singapura           | Senegal        | 1–0    | 1–1       | Amistoso                            |
| 14. | 9 de outubro de 2020   | São Paulo, Brasil            | Bolívia        | 2–0    | 5–0       | Elim. da Copa do Mundo de 2022      |
| 15. | 9 de outubro de 2020   | São Paulo, Brasil            | Bolívia        | 3–0    | 5–0       | Elim. da Copa do Mundo de 2022      |
| 16. | 13 de novembro de 2020 | São Paulo, Brasil            | Venezuela      | 1–0    | 1–0       | Elim. da Copa do Mundo de 2022      |

## Estilo de jogo

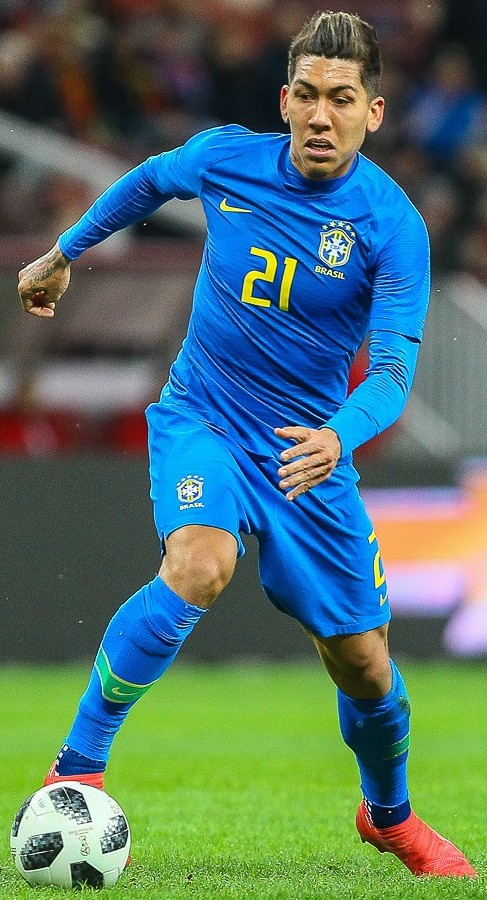
Firmino é conhecido pelo faro de gol, bons passes e criatividade

No Hoffenheim, Firmino jogou principalmente como meio-campista ou como segundo atacante, mas também foi usado como centroavante usando sua velocidade, controle e visão em todas as posições do ataque. Depois de começar inicialmente como ponta-esquerda no Liverpool sob o comando de Brendan Rodgers, o novo treinador Jürgen Klopp utilizou Firmino mais centralizado, inicialmente como um falso 9. No entanto, depois de impressionar com o sistema de pressão de Klopp, Firmino estabeleceu-se como a primeira escolha de ataque do Liverpool na temporada 2017–18. Ian Doyle, do portal Liverpool Echo, se referiu-se a ele como "um verdadeiro Liverpool número nove", cujos "números estão lá em cima com Harry Kane e Sergio Agüero".
O atacante Ryan Babel, que foi companheiro de Firmino no Hoffenheim, descreveu-o como "Um jogador completo. Ele pode driblar, chutar, criar ótimas chances, ser bom na bola passada e ainda distribuir assistências". Babel também afirmou que o brasileiro tinha uma mentalidade humilde, sem problemas com os companheiros de equipe. Além disso, o jornalista e colaborador da ESPN Michael Cox elogiou a qualidade de Firmino no cabeceio, uma característica que não é comum entre os jogadores de baixa estatura.
O treinador Hemerson Maria também afirmou que ficou impressionado com a "forte personalidade e mentalidade de Firmino". Além de suas habilidades técnicas, criatividade, jogo de ligação e gol de gols, Firmino também foi elogiado por seus treinadores, colegas de equipe e especialistas por seu senso de posição, mobilidade, movimento inteligente e capacidade de fazer ataques de bola fora da bola, que muitas vezes tira jogadores opostos da posição e cria espaço para seus companheiros de equipe.
Devido à sua energia e velocidade defensiva na bola, Klopp se referiu a Firmino como o "motor" que impulsiona o implacável sistema de contra-ataque da equipe; "Se ele perde a bola, ele luta por ela de volta. Se ele perde novamente, ele luta por isso. Ele se parece com o motor do time". A adequação do estilo de jogo de Firmino ao sistema de pressão de Klopp fez com que Firmino fosse referido como "o jogador mais importante do Liverpool" em várias ocasiões durante as temporadas 2016–17 e 2017–18. Devido à grande variedade de habilidades de Firmino, o francês Thierry Henry o descreveu como "o atacante mais completo na Premier League".
Firmino também é conhecido por seus populares gols "no-look", quando escora para os fundos da rede sem olhar. Uma de suas comemorações de gol mais conhecidas, o 'matador', aparece no game FIFA 19.

## Vida pessoal
Nascido em Maceió, Alagoas, filho de Maria Cícera Barbosa de Oliveira e José Roberto Cordeiro de Oliveira, possui uma irmã chamada Roberta Marcella. Casado desde junho de 2017 com Larissa Pereira, o casal tem quatro filhas: Valentina, Bella, Liz e Sophia.
No dia 14 de janeiro de 2020, Firmino foi batizado na Inglaterra. O momento foi compartilhado pela cantora Gabriela Rocha em suas redes sociais. O jogador estava ao lado de sua esposa, Larissa, e do goleiro do Liverpool, Alisson, junto com sua esposa, Natalia.

## Estatísticas

### Clubes
Abaixo estão listados todos os jogos, gols e assistências do futebolista por clubes.
| Clube             | Temporada         | Campeonato nacional | Campeonato nacional | Campeonato nacional | Copa nacional[a] | Copa nacional[a] | Copa nacional[a] | Competições continentais[b] | Competições continentais[b] | Competições continentais[b] | Outros torneios[c] | Outros torneios[c] | Outros torneios[c] | Total | Total | Total   |
| Clube             | Temporada         | Jogos               | Gols                | Assist.             | Jogos            | Gols             | Assist.          | Jogos                       | Gols                        | Assist.                     | Jogos              | Gols               | Assist.            | Jogos | Gols  | Assist. |
| ----------------- | ----------------- | ------------------- | ------------------- | ------------------- | ---------------- | ---------------- | ---------------- | --------------------------- | --------------------------- | --------------------------- | ------------------ | ------------------ | ------------------ | ----- | ----- | ------- |
| Figueirense       | 2009              | 2                   | 0                   | 0                   | —                | —                | —                | —                           | —                           | —                           | —                  | —                  | —                  | 2     | 0     | 0       |
| Figueirense       | 2010              | 36                  | 8                   | 0                   | —                | —                | —                | —                           | —                           | —                           | 15                 | 4                  | 0                  | 51    | 12    | 0       |
| Figueirense       | Total             | 38                  | 8                   | 0                   | —                | —                | —                | —                           | —                           | —                           | 15                 | 4                  | 0                  | 53    | 12    | 0       |
| Hoffenheim        | 2010–11           | 11                  | 3                   | 0                   | —                | —                | —                | —                           | —                           | —                           | —                  | —                  | —                  | 11    | 3     | 0       |
| Hoffenheim        | 2011–12           | 30                  | 7                   | 4                   | 3                | 0                | 0                | —                           | —                           | —                           | —                  | —                  | —                  | 33    | 7     | 4       |
| Hoffenheim        | 2012–13           | 35                  | 7                   | 3                   | 1                | 0                | 0                | —                           | —                           | —                           | —                  | —                  | —                  | 36    | 7     | 3       |
| Hoffenheim        | 2013–14           | 33                  | 16                  | 11                  | 4                | 6                | 1                | —                           | —                           | —                           | —                  | —                  | —                  | 37    | 22    | 12      |
| Hoffenheim        | 2014–15           | 33                  | 7                   | 10                  | 3                | 3                | 2                | —                           | —                           | —                           | —                  | —                  | —                  | 36    | 10    | 12      |
| Hoffenheim        | Total             | 142                 | 40                  | 28                  | 11               | 9                | 3                | —                           | —                           | —                           | —                  | —                  | —                  | 153   | 49    | 31      |
| Liverpool         | 2015–16           | 31                  | 10                  | 7                   | 5                | 0                | 0                | 13                          | 1                           | 2                           | —                  | —                  | —                  | 49    | 11    | 9       |
| Liverpool         | 2016–17           | 35                  | 11                  | 7                   | 6                | 1                | 1                | —                           | —                           | —                           | —                  | —                  | —                  | 41    | 12    | 8       |
| Liverpool         | 2017–18           | 37                  | 15                  | 7                   | 2                | 1                | 1                | 15                          | 11                          | 8                           | —                  | —                  | —                  | 54    | 27    | 16      |
| Liverpool         | 2018–19           | 34                  | 12                  | 6                   | 2                | 0                | 0                | 12                          | 4                           | 1                           | 2                  | 2                  | 0                  | 50    | 18    | 7       |
| Liverpool         | 2019–20           | 38                  | 9                   | 8                   | 2                | 0                | 0                | 8                           | 1                           | 3                           | 2                  | 0                  | 2                  | 50    | 10    | 13      |
| Liverpool         | 2020–21           | 36                  | 9                   | 7                   | 2                | 0                | 2                | 9                           | 0                           | 0                           | 1                  | 0                  | 0                  | 48    | 9     | 9       |
| Liverpool         | 2021–22           | 20                  | 5                   | 4                   | 8                | 1                | 1                | 7                           | 5                           | 0                           | —                  | —                  | —                  | 35    | 11    | 5       |
| Liverpool         | 2022–23           | 25                  | 11                  | 3                   | 1                | 0                | 0                | 8                           | 2                           | 1                           | 1                  | 0                  | 0                  | 35    | 13    | 4       |
| Liverpool         | Total             | 256                 | 82                  | 49                  | 28               | 3                | 5                | 72                          | 24                          | 15                          | 6                  | 2                  | 2                  | 362   | 111   | 71      |
| Al-Ahli           | 2023–24           | 6                   | 3                   | 1                   | —                | —                | —                | —                           | —                           | —                           | —                  | —                  | —                  | 6     | 3     | 1       |
| Al-Ahli           | Total             | 6                   | 3                   | 1                   | —                | —                | —                | —                           | —                           | —                           | —                  | —                  | —                  | 9     | 3     | 3       |
| Total na carreira | Total na carreira | 442                 | 133                 | 78                  | 39               | 12               | 8                | 72                          | 24                          | 15                          | 21                 | 6                  | 2                  | 579   | 175   | 105     |

- a. ^ Jogos da Copa da Alemanha, Copa da Liga Inglesa e Copa da Inglaterra
- b. ^ Jogos da Liga Europa e Liga dos Campeões da UEFA
- c. ^ Jogos do Campeonato Catarinense, Mundial de Clubes, Supercopa da UEFA e Supercopa da Inglaterra

### Seleção Brasileira
Abaixo estão listados todos os jogos, gols e assistências do futebolista pela Seleção Brasileira.
Seleção Principal
| Ano               | Copa do Mundo | Copa do Mundo | Copa do Mundo | Copa América | Copa América | Copa América | Qualificação Mundial | Qualificação Mundial | Qualificação Mundial | Amistosos | Amistosos | Amistosos | Total | Total | Total   |
| Ano               | Jogos         | Gols          | Assist.       | Jogos        | Gols         | Assist.      | Jogos                | Gols                 | Assist.              | Jogos     | Gols      | Assist.   | Jogos | Gols  | Assist. |
| ----------------- | ------------- | ------------- | ------------- | ------------ | ------------ | ------------ | -------------------- | -------------------- | -------------------- | --------- | --------- | --------- | ----- | ----- | ------- |
| 2014              | —             | —             | —             | —            | —            | —            | —                    | —                    | —                    | 2         | 1         | 0         | 2     | 1     | 0       |
| 2015              | —             | —             | —             | 4            | 1            | 0            | —                    | —                    | —                    | 5         | 2         | 1         | 9     | 3     | 1       |
| 2016              | —             | —             | —             | —            | —            | —            | 2                    | 1                    | 0                    | —         | —         | —         | 2     | 1     | 0       |
| 2017              | —             | —             | —             | —            | —            | —            | 4                    | 0                    | 1                    | 1         | 0         | 0         | 5     | 0     | 1       |
| 2018              | 4             | 1             | 0             | —            | —            | —            | —                    | —                    | —                    | 7         | 2         | 1         | 11    | 3     | 1       |
| 2019              | —             | —             | —             | 6            | 2            | 3            | —                    | —                    | —                    | 9         | 3         | 0         | 15    | 5     | 3       |
| 2020              | —             | —             | —             | —            | —            | —            | 4                    | 3                    | 1                    | —         | —         | —         | 4     | 3     | 1       |
| 2021              | —             | —             | —             | 5            | 1            | 0            | 2                    | 0                    | 0                    | —         | —         | —         | 7     | 1     | 0       |
| Total na carreira | 4             | 1             | 0             | 15           | 4            | 3            | 12                   | 4                    | 2                    | 24        | 8         | 2         | 55    | 17    | 7       |

## Títulos
Liverpool
- Liga dos Campeões da UEFA: 2018–19
- Supercopa da UEFA: 2019

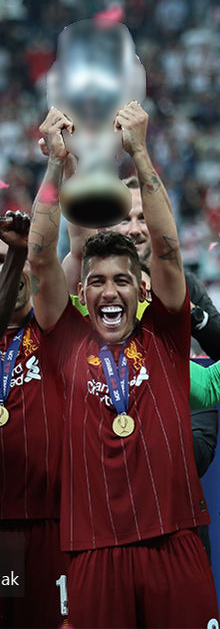
Firmino com o troféu da Supercopa da UEFA de 2019

- Copa do Mundo de Clubes da FIFA: 2019
- Premier League: 2019–20
- Copa da Liga Inglesa: 2021–22
- Copa da Inglaterra: 2021–22
- Supercopa da Inglaterra: 2022

Al-Ahli
- Liga dos Campeões da AFC: 2024–25

Seleção Brasileira
- Superclássico das Américas: 2018
- Copa América: 2019

### Prêmios individuais
- Revelação do Campeonato Catarinense: 2010
- Equipe ideal do Campeonato Catarinense: 2010
- Revelação do Campeonato Brasileiro - Série B: 2010
- Equipe ideal da Bundesliga: 2013–14
- Revelação da Bundesliga: 2013–14[204]
- Melhor Jogador do mês do Liverpool: janeiro de 2016, fevereiro de 2016 e janeiro de 2018
- Jogador do mês da Premier League: janeiro de 2016[49]
- Jogador do mês da  PFA: março de 2016[205]
- 76º melhor jogador do ano de 2016 (The Guardian)[206]
- Equipe ideal da Liga dos Campeões da UEFA: 2017–18
- Indicado ao Ballon d'Or: 2018[207] e 2019[208]
- Samba de Ouro: 2018[209]
- Melhor jogador da final da Copa do Mundo de Clubes da FIFA de 2019[210]
- Melhor jogador da Liga dos Campeões da AFC: 2024–25[7]

### Recordes e marcas
- Maior artilheiro brasileiro na Premier League: 82 gols
- Brasileiro com mais assistências na Premier League: 46 assistências
- Quinto maior artilheiro do Liverpool na Premier League: 82 gols
- Terceiro maior artilheiro do Liverpool em competições europeias: 17 gols
- Jogador brasileiro com mais gols em uma edição da Liga dos Campeões da UEFA: 10 gols (Adriano e Neymar também alcançaram essa marca)
- Segundo alagoano (o primeiro foi Zagallo) a marcar em uma Copa do Mundo FIFA: 2018